# 이혁춘
이혁춘(李爀春 또는 李赫春, 1911년 10월 11일 ~ 1950년(?))은 일제강점기의 관료, 미군정, 대한민국의 경찰관이다. 광복 직후 군위경찰서, 11관구, 6관구경찰서, 경주경찰서, 의성경찰서, 김천경찰서장 등을 역임했다. 경상북도 영주 망동 출신.

## 약력
- 1928년 7월 31일 봉화청년회관에서 타 지역 중고등학교 진학 봉화, 영주지역 학생들로 구성된 재외봉화학우회(在外奉化學友會)에 가입, 조직에 참여.[1] 8월 1일부터 8월 6일 북부대 연사로 봉화군 내성면, 물야면, 춘양면 등을 순회함[2]
- 1939년 3월 30일 ~ 1939년 10월 31일 경상북도 영주군 평은면장
- 1940년 4월 5일[3][4] ~ 1940년 5월 24일 경상북도 영주군 평은면장
- 봉화군청 근무
- 1946년 3월 1일 ~ 1946년 11월 11일 경감, 군위경찰서장
- 11관구 경찰서장
- 1946년 11월 26일 ~ 경감, 경상북도 6관구 경찰서장[5]
- 1947년 2월 20일[6] ~ 경감, 경산경찰서장
- 1947년 3월 8일 ~ 1947년 6월 5일 경감, 경주경찰서장
- 1947년 4월 1일 ~ 1947년 8월 31일 경감, 의성경찰서장
- 1947년 7월 4일 ~ 1948년 11월 28일 경감, 김천경찰서장
- 1948년 1월 4일 남로당 김천지구 책임자 김인수(金仁守) 등을 설득하여 탈당시킴[7]
- 1948년 11월 28일 김천경찰서장 재직 중, 경감에서 감찰관으로 직급상향, 승진[8]
- 1948년 11월 28일 경상북도경찰청 본청 발령[9]
- 1950년 7월 10일 혹은 7월 15일 서울 성북구 돈암동에 있다가 납북됨

## 학력
- 서울 중앙중학교 졸업

## 참고 자료
- 이혁춘 - 국사편찬위원회
- 이혁춘:영주군 직원록 1940년
- 내외홍보사 편역, 《대한민국인사록 人事錄》 (내외홍보사, 1949) 114페이지

| 전임 이정희 | 경상북도 영주군 평은면장 1939년 3월 30일 ~ 1939년 10월 31일 | 후임 정은순 |

| 전임 정은순 | 경상북도 영주군 평은면장 1940년 4월 5일 ~ 1940년 5월 24일 | 후임 김세진 |